# Restaurant Day
Restaurant Day (en finnois Ravintolapäivä) est un carnaval culinaire provenant de Finlande. Il a été organisé pour la première fois le 21 mai 2011.

## Un événement éphémère
Restaurant Day est un événement organisé tous les trois mois, quatre fois par an. Lors de cet événement, n’importe qui peut ouvrir un restaurant, mais aussi un bar ou un café, où il le souhaite, pour l’espace d’une journée. Ces restaurants se situent souvent chez des particuliers, dans des boutiques de tous genres, dans des espaces publics, dans des parcs ou sur des quais, dépendant de la saison. On demande à chaque participant d’inscrire son restaurant éphémère sur le site internet de l’événement. Les restaurateurs participants fixent eux-mêmes leurs tarifs et sont également tenus responsables de toutes les actions légales liées à leur « restaurant d’un jour ». Il leur est également possible de communiquer entre eux sur les pages Facebook qui sont propres à chaque pays où l’événement a lieu.

## Naissance du projet
Le projet Restaurant Day est une invention finlandaise, lancée à l’initiative de trois Helsinkiens : Antti Tuomola, Olli Sirén et Timo Santala. L’idée leur était déjà venue quelques années auparavant. Frustrés des réglementations d’hygiène, de sécurité, et de bureaucratie liées à l’ouverture d’un restaurant, ils rêvaient d’une journée lors de laquelle il n’y aurait pas à respecter toutes ces règles en question.  Le 21 mai 2011, ce rêve devint réalité. Depuis ce jour, Restaurant Day s’est propagé de Finlande vers plus d’une trentaine de pays et le nombre de restaurants participants a plus que quintuplé, accueillant ainsi des dizaines de milliers de consommateurs.

## Principaux acteurs
Le directeur du projet Timo Santala et son équipe, constitué d’un responsable de restaurants (Antti Tuomola), d’un directeur technique (Jyrki Vanamo) et de chefs du service de l'information et de la communication (Kirsti Tuominen) ont ensemble mis le projet en pratique.

## Un événement festif et social
Restaurant Day est un événement festif basé sur la cuisine. Il cherche à conquérir autant les lieux publics que les lieux privés, en donnant la possibilité et la liberté à ses participants d’accomplir, le temps d’une journée, leurs rêves et leurs idées touchant l’ouverture d’un restaurant.
Il s’agit aussi avant tout d’un événement social qui permet d’apprécier son environnement et d’en bénéficier d’une façon nouvelle. C’est également un événement culturel dirigé par les citadins, pour leur ville.
Les entreprises, les restaurants et toutes les organisations lucratives peuvent participer au Restaurant Day. Il est possible, en participant à Restaurant Day de faire un essai en tant que restaurateur, mais aussi de faire du bénévolat, en récoltant des fonds pour une bonne cause.
Les restaurateurs participants partagent leurs expériences via le site officiel de Restaurant Day, mais aussi via les pages Facebook et Twitter liées à l’événement. Ces sites permettent en outre de trouver tous ces restaurants « pop-up », le plus souvent avec une description et un menu, sur une liste ou sur une carte virtuelle. Il existe aussi une application pour smartphones, qui permet de trouver les restaurants les plus proches.

## Premier Restaurant Day
Le tout premier Restaurant Day fut organisé en Finlande le 21 mai 2011. Grâce aux médias sociaux et au bouche à oreille, il fut alors constitué d’une quarantaine de restaurants dans 13 localités différentes.
La première participation de la France au Restaurant Day eut lieu lors de la septième édition, le 17 novembre 2012 à l'initiative de deux étudiants,. 
Six restaurants éphémères ouvrirent ce jour-là, notamment un bar à thé indien, un restaurant finlandais, un restaurant français de cuisine de rue, un restaurant franco-brésilien . L’Institut finlandais à Paris et l'Institut suédois y participèrent également. L’Institut Finlandais ouvrit un petit café-restaurant du nom de Nami (« miam-miam »), avec le chef finlandais Antto Melasniemi à sa tête. Le menu comprenait deux plats typiques.

## Évolution du projet
Depuis sa création, Restaurant Day s’est vite propagé. L’évènement est devenu international dès sa deuxième édition, avec aujourd’hui près de 20 pays participants. Au départ ce carnaval culinaire a eu surtout recours aux médias sociaux et au bouche à oreille pour sa publicité. Aujourd’hui l’intérêt croissant porté pour le projet a poussé à sa promotion dans des évènements tels que le salon mondial du tourisme ITB Berlin ou encore Helsinki Capitale du Design 2012. Le bénévolat est une de ses forces principales. L’application smartphone le site et les traductions dans chaque langue ont d’ailleurs été créées grâce aux bénévoles.
Devant le succès de l'évènement et son intérêt social, certaines villes ont elles-mêmes contribué à faire venir et organiser le Restaurant Day. C'est le cas à Bruxelles où le projet est développé par l'Office de tourisme de la ville  ou à Lausanne dans le cadre de "Lausanne ville du goût" .
Le tableau ci-dessous regroupe les pays participants, en fonction de la date du premier Restaurant Day organisé. Les noms en gras indiquent la première participation du pays. La dixième édition du Restaurant Day aura lieu le 18 août 2013 et la onzième le 16 octobre 2013.
| Année | Date        | Pays participants | Nombre de Restaurants (approx.) |
| ----- | ----------- | --- | ------------------------------- |
| 2011  | 17 mai      | Finlande | 40                              |
| 2011  | 21 août     | Finlande, Angleterre, Bulgarie, Slovénie | 200                             |
| 2011  | 19 novembre | Finlande, Allemagne | 300                             |
| 2012  | 4 février   | Finlande, Espagne, Suisse, Autriche, Suède, Estonie, Brésil, Nicaragua, Thaïlande, Japon, Australie, Islande | 300                             |
| 2012  | 19 mai      | Finlande, Suisse, Autriche, Allemagne, Suède, Islande, États-Unis, Russie, Romanie, Grèce, Pays-Bas, Belgique, Pologne, République Tchèque, Hongrie, Italie, Portugal | 700                             |
| 2012  | 19 août     | Finlande, Autriche, Allemagne, Suède, Islande, Russie, Japon, Pays-Bas, Pologne, Hongrie, Canada, Mexique, Singapour | 800                             |
| 2012  | 17 novembre | Finlande, Autriche, Allemagne, Suède, Russie, Japon, Pays-Bas, Pologne, Hongrie, Estonie, Mexique, Angleterre, Portugal, Italie, France, Kazakhstan, Ukraine, Norvège, Danemark, Lituanie | 700                             |
| 2013  | 17 février  | Finlande, Autriche, Allemagne, Suède, Islande, États-Unis, Russie, Japon, Pays-Bas, Pologne, Hongrie, Mexique, Italie, France, Norvège, Brésil, Danemark, Lituanie, République Tchèque, Roumanie, Portugal, Canada, Suisse, Belgique, Guyana, Venezuela, Nouvelle-Zélande, Mozambique, Rwanda                      | 630                             |
| 2013  | 18 mai      | Finlande, Autriche, Allemagne, Suède, Islande, Israël, États-Unis, Russie, Japon, Pays-Bas, Pologne, Hongrie, Mexique, Italie, France, Norvège, Danemark, Lituanie, République Tchèque, Colombie, Roumanie, Portugal, Canada, Suisse, Belgique, Guyana, Venezuela, Nouvelle-Zélande, Singapour, Mozambique, Rwanda | 1702                            |

## Pr
En décembre 2011, le Ministère de l’éducation finlandais accorda au groupe de personnes responsables de l’évènement le prix culturel Suomi-Palkinto à titre de reconnaissance de la mise en place d’un tel évènement prometteur. Selon le Ministre de la Culture, Paavo Arhinmäki, c’est un des évènements culturels culinaires majeurs en Finlande.
La ville d’Helsinki désigna aussi l’évènement comme l’Acte Culturel de l’année 2011. Pour Anni Sinnemäki, secrétaire général du conseil culturel de la ville, l’évènement est « nouveau et surprenant. Il s’agit de culture créée par les citoyens pour eux-mêmes, où les acteurs mobilisent des parties de la ville afin de susciter un évènement culinaire unique ».

## Sources
1. ↑  Restaurant Day adds spice to Finnish food culture (en)
2. 1 2 3  Restaurant Day (fr)
3. 1 2  Ravintolapäivä tulee jälleen (fi)
4. 1 2  Suomi-palkinnot kaupunkikulttuurin ja kansalaisaktivismin edistäjille(fi)
5. 1 2  Ravintolapäivä: Suomalaiset valloittanut Ravintolapäivä leviää ulkomaille(fi)
6. ↑  Ravintolapäivänä ruokaa Suomeen ja Saheliin(fi)
7. ↑  Restaurant Day : Trouver des Restaurants(fr)
8. ↑  « Quelles sont les nouvelles tendances des restaurants éphémères ? » , sur franceinter.fr, 13 décembre 2012 (consulté le 28 août 2020).
9. ↑  « Le jour des restaurants : à faire connaître », sur Stylo & fourchette: chroniques gourmandes, 19 mai 2013 (consulté le 28 août 2020).
10. ↑  Suomalaistapahtumasta tuli hitti: Ravintolapäivä leviää maailmalle(fi)
11. ↑  « Les radios de la RTBF », sur rtbf.be via Internet Archive (consulté le 12 novembre 2023).
12. ↑  Lausanne ville du goût 2013
13. ↑  OKM - Ministeri Arhinmäki jakoi vuoden 2011 Suomi-palkinnot « Copie archivée » (version du 26 novembre 2015 sur Internet Archive)(fi)
14. ↑  Ravintolapäivä valittiin Helsingin kulttuuriteoksi 2011(fi)